# Liste der Nummer-eins-Hits in der Slowakei (2014)
Dies ist eine Liste der Nummer-eins-Hits in der Slowakei im Jahr 2014. Sie basiert auf den Auswertungen von IFPI ČR, der nationalen Vertretung der tschechischen Musikindustrie. Grundlage sind die Rádio Top 100 für Singles. Seit der 26. Woche werden zusätzlich die Singles Digitál Top 100 ermittelt.

## Singles
| ← 2013 ← | Liste der Nummer-eins-Hits in der Slowakei (Rádio Top 100) | Liste der Nummer-eins-Hits in der Slowakei (Rádio Top 100) | Liste der Nummer-eins-Hits in der Slowakei (Rádio Top 100) | 2015 →                    |
| \| Zeitraum \| Wo. ges. \| Interpret \| Titel Autor(en) \| Zusätzliche Informationen \| \| (Zeitraum, Wochen auf Platz eins, Interpret, Titel, Autor[en], zusätzliche Informationen) \| \| \| \| \| \| ----------------------------------------------------------------------------------------- \| -------- \| --------------------------------------- \| -------------------------------------------------------------------------------------------------------------------------------------------------------------------------------------------------------------------------------------------------------------------------- \| ------------------------- \| \| 50. Woche 2013 – 4. Woche 2014 7 Wochen (insgesamt 11) \| 11 \| Avicii \| Hey Brother Tim Bergling, Ash Pournouri, Salem Al Fakir, Vincent Pontare \| – \| \| 5. Woche 1 Woche \| 1 \| Bastille \| Things We Lost in the Fire Dan Smith \| – \| \| 6. Woche 1 Woche (insgesamt 11) \| 11 \| Avicii \| Hey Brother Tim Bergling, Ash Pournouri, Salem Al Fakir, Vincent Pontare \| – \| \| 7. Woche 1 Woche \| 1 \| Eminem feat. Rihanna \| The Monster Marshall Mathers, Bryan Fryzel, Bebe Rexha, Aaron Kleinstub, Maki Athanasiou, Robyn Fenty, Jon Bellion \| – \| \| 8.–10. Woche 3 Wochen (insgesamt 11) \| 11 \| Avicii \| Hey Brother Tim Bergling, Ash Pournouri, Salem Al Fakir, Vincent Pontare \| – \| \| 11.–18. Woche 8 Wochen \| 8 \| Pharrell Williams \| Happy Pharrell Williams \| – \| \| 19.–20. Woche 2 Wochen \| 2 \| Klingande \| Jubel Cédric Steinmyller, Edgar Catry \| – \| \| 21.–25. Woche 5 Wochen \| 5 \| Mr. Probz \| Waves (Robin Schulz Remix) Dennis Princewell Stehr \| – \| \| 26. Woche 1 Woche (insgesamt 4) \| 4 \| Nico & Vinz \| Am I Wrong William Wiik Larsen, Nico Sereba, Vincent Dery \| – \| \| 27. Woche 1 Woche \| 1 \| Sigma \| Nobody to Love Cameron Edwards, Joe Lenzie, Kanye West, John Stephens, Charles Wilson, Ernest Dion Wilson, Che J. Pope, Elon Rutberg, Cydel Young · Malik Yusuf Jones, Sakiya Sandifer, Michael G. Dean, Norman Virgil Whiteside, Bobby Massey, Robert Dukes · Ronnie Self \| – \| \| 28. Woche 1 Woche \| 1 \| John Legend \| All of Me John Stephens, Toby Gad \| – \| \| 29. Woche 1 Woche (insgesamt 4) \| 4 \| Nico & Vinz \| Am I Wrong William Wiik Larsen, Nico Sereba, Vincent Dery \| – \| \| 30. Woche 1 Woche (insgesamt 3) \| 3 \| George Ezra \| Budapest Joel Pott, George Ezra \| – \| \| 31. Woche 1 Woche \| 1 \| Adam Ďurica \| Neľutujem \| – \| \| 32.–33. Woche 2 Wochen (insgesamt 4) \| 4 \| Nico & Vinz \| Am I Wrong William Wiik Larsen, Nico Sereba, Vincent Dery \| – \| \| 34.–35. Woche 2 Wochen (insgesamt 3) \| 3 \| George Ezra \| Budapest Joel Pott, George Ezra \| – \| \| 36.–37. Woche 2 Wochen (insgesamt 3) \| 3 \| James Blunt \| Postcards Wayne Hector, Steve Robson, James Blunt \| – \| \| 38.–39. Woche 2 Wochen \| 2 \| Enrique Iglesias & Sean Paul \| Bailando Enrique Iglesias, Descemer Bueno, Alexander Delgado, Randy Malcom Martinez \| – \| \| 40.–43. Woche 4 Wochen (insgesamt 9) \| 9 \| Lilly Wood & the Prick and Robin Schulz \| Prayer in C (Robin Schulz Remix) Nili Hadida, Benjamin Cotto \| – \| \| 44. Woche 1 Woche (insgesamt 3) \| 3 \| James Blunt \| Postcards Wayne Hector, Steve Robson, James Blunt \| – \| \| 45.–46. Woche 2 Wochen (insgesamt 9) \| 9 \| Lilly Wood & the Prick and Robin Schulz \| Prayer in C (Robin Schulz Remix) Nili Hadida, Benjamin Cotto \| – \| \| 47.–48. Woche 2 Wochen (insgesamt 3) \| 3 \| Adam Ďurica \| Mandolína \| – \| \| 49. Woche 1 Woche (insgesamt 9) \| 9 \| Lilly Wood & the Prick and Robin Schulz \| Prayer in C (Robin Schulz Remix) Nili Hadida, Benjamin Cotto \| – \| \| 50. Woche 1 Woche \| 1 \| Meghan Trainor \| All About That Bass Kevin Kadish, Meghan Trainor \| – \| \| 51.–52. Woche 2 Wochen (insgesamt 9) \| 9 \| Lilly Wood & the Prick and Robin Schulz \| Prayer in C (Robin Schulz Remix) Nili Hadida, Benjamin Cotto \| – \| |                                                            |                                                            | |                           |
| ← 2013 |                                                            |                                                            | | → 2015 →                  |
| Zeitraum | Wo. ges.                                                   | Interpret                                                  | Titel Autor(en) | Zusätzliche Informationen |
| (Zeitraum, Wochen auf Platz eins, Interpret, Titel, Autor[en], zusätzliche Informationen) |                                                            |                                                            | |                           |
| 50. Woche 2013 – 4. Woche 2014 7 Wochen (insgesamt 11) | 11                                                         | Avicii                                                     | Hey Brother Tim Bergling, Ash Pournouri, Salem Al Fakir, Vincent Pontare | –                         |
| 5. Woche 1 Woche | 1                                                          | Bastille                                                   | Things We Lost in the Fire Dan Smith | –                         |
| 6. Woche 1 Woche (insgesamt 11) | 11                                                         | Avicii                                                     | Hey Brother Tim Bergling, Ash Pournouri, Salem Al Fakir, Vincent Pontare | –                         |
| 7. Woche 1 Woche | 1                                                          | Eminem feat. Rihanna                                       | The Monster Marshall Mathers, Bryan Fryzel, Bebe Rexha, Aaron Kleinstub, Maki Athanasiou, Robyn Fenty, Jon Bellion | –                         |
| 8.–10. Woche 3 Wochen (insgesamt 11) | 11                                                         | Avicii                                                     | Hey Brother Tim Bergling, Ash Pournouri, Salem Al Fakir, Vincent Pontare | –                         |
| 11.–18. Woche 8 Wochen | 8                                                          | Pharrell Williams                                          | Happy Pharrell Williams | –                         |
| 19.–20. Woche 2 Wochen | 2                                                          | Klingande                                                  | Jubel Cédric Steinmyller, Edgar Catry | –                         |
| 21.–25. Woche 5 Wochen | 5                                                          | Mr. Probz                                                  | Waves (Robin Schulz Remix) Dennis Princewell Stehr | –                         |
| 26. Woche 1 Woche (insgesamt 4) | 4                                                          | Nico & Vinz                                                | Am I Wrong William Wiik Larsen, Nico Sereba, Vincent Dery | –                         |
| 27. Woche 1 Woche | 1                                                          | Sigma                                                      | Nobody to Love Cameron Edwards, Joe Lenzie, Kanye West, John Stephens, Charles Wilson, Ernest Dion Wilson, Che J. Pope, Elon Rutberg, Cydel Young · Malik Yusuf Jones, Sakiya Sandifer, Michael G. Dean, Norman Virgil Whiteside, Bobby Massey, Robert Dukes · Ronnie Self | –                         |
| 28. Woche 1 Woche | 1                                                          | John Legend                                                | All of Me John Stephens, Toby Gad | –                         |
| 29. Woche 1 Woche (insgesamt 4) | 4                                                          | Nico & Vinz                                                | Am I Wrong William Wiik Larsen, Nico Sereba, Vincent Dery | –                         |
| 30. Woche 1 Woche (insgesamt 3) | 3                                                          | George Ezra                                                | Budapest Joel Pott, George Ezra | –                         |
| 31. Woche 1 Woche | 1                                                          | Adam Ďurica                                                | Neľutujem | –                         |
| 32.–33. Woche 2 Wochen (insgesamt 4) | 4                                                          | Nico & Vinz                                                | Am I Wrong William Wiik Larsen, Nico Sereba, Vincent Dery | –                         |
| 34.–35. Woche 2 Wochen (insgesamt 3) | 3                                                          | George Ezra                                                | Budapest Joel Pott, George Ezra | –                         |
| 36.–37. Woche 2 Wochen (insgesamt 3) | 3                                                          | James Blunt                                                | Postcards Wayne Hector, Steve Robson, James Blunt | –                         |
| 38.–39. Woche 2 Wochen | 2                                                          | Enrique Iglesias & Sean Paul                               | Bailando Enrique Iglesias, Descemer Bueno, Alexander Delgado, Randy Malcom Martinez | –                         |
| 40.–43. Woche 4 Wochen (insgesamt 9) | 9                                                          | Lilly Wood & the Prick and Robin Schulz                    | Prayer in C (Robin Schulz Remix) Nili Hadida, Benjamin Cotto | –                         |
| 44. Woche 1 Woche (insgesamt 3) | 3                                                          | James Blunt                                                | Postcards Wayne Hector, Steve Robson, James Blunt | –                         |
| 45.–46. Woche 2 Wochen (insgesamt 9) | 9                                                          | Lilly Wood & the Prick and Robin Schulz                    | Prayer in C (Robin Schulz Remix) Nili Hadida, Benjamin Cotto | –                         |
| 47.–48. Woche 2 Wochen (insgesamt 3) | 3                                                          | Adam Ďurica                                                | Mandolína | –                         |
| 49. Woche 1 Woche (insgesamt 9) | 9                                                          | Lilly Wood & the Prick and Robin Schulz                    | Prayer in C (Robin Schulz Remix) Nili Hadida, Benjamin Cotto | –                         |
| 50. Woche 1 Woche | 1                                                          | Meghan Trainor                                             | All About That Bass Kevin Kadish, Meghan Trainor | –                         |
| 51.–52. Woche 2 Wochen (insgesamt 9) | 9                                                          | Lilly Wood & the Prick and Robin Schulz                    | Prayer in C (Robin Schulz Remix) Nili Hadida, Benjamin Cotto | –                         |

| ← 2013 ← | Liste der Nummer-eins-Hits in der Slowakei (Singles Digitál Top 100) | Liste der Nummer-eins-Hits in der Slowakei (Singles Digitál Top 100) | Liste der Nummer-eins-Hits in der Slowakei (Singles Digitál Top 100)              | 2015 →                    |
| \| Zeitraum \| Wo. ges. \| Interpret \| Titel Autor(en) \| Zusätzliche Informationen \| \| (Zeitraum, Wochen auf Platz eins, Interpret, Titel, Autor[en], zusätzliche Informationen) \| \| \| \| \| \| ----------------------------------------------------------------------------------------- \| -------- \| --------------------------------------- \| --------------------------------------------------------------------------------- \| ------------------------- \| \| 26. Woche 1 Woche \| 1 \| Ivan Tásler & IMT Smile \| Cesty II. triedy \| – \| \| 27.–30. Woche 4 Wochen \| 4 \| Calvin Harris \| Summer Calvin Harris \| – \| \| 31.–32. Woche 2 Wochen (insgesamt 6) \| 6 \| Lilly Wood & the Prick and Robin Schulz \| Prayer in C (Robin Schulz Remix) Nili Hadida, Benjamin Cotto \| – \| \| 33. Woche 1 Woche \| 1 \| Magic \| Rude Nasri Atweh, Mark Pellizzer, Alex Tanas, Ben Spivak, Adam Messinger \| – \| \| 34.–37. Woche 4 Wochen (insgesamt 6) \| 6 \| Lilly Wood & the Prick and Robin Schulz \| Prayer in C (Robin Schulz Remix) Nili Hadida, Benjamin Cotto \| – \| \| 38.–43. Woche 6 Wochen (insgesamt 8) \| 8 \| Calvin Harris feat. John Newman \| Blame Calvin Harris, John Newman, James Newman \| – \| \| 44. Woche 1 Woche \| 1 \| Taylor Swift \| Shake It Off Max Martin, Johan Schuster, Taylor Swift \| – \| \| 45.–46. Woche 2 Wochen (insgesamt 8) \| 8 \| Calvin Harris feat. John Newman \| Blame Calvin Harris, John Newman, James Newman \| – \| \| 47.–49. Woche 3 Wochen \| 3 \| David Guetta feat. Sam Martin \| Dangerous David Guetta, Giorgio Tuinfort, Sam Martin, Jason Evigan, Lindy Robbins \| – \| \| 50. Woche 2014 – 6. Woche 2015 9 Wochen \| 9 \| Hozier \| Take Me to Church Andrew Hozier-Byrne \| – \| |                                                                      |                                                                      |                                                                                   |                           |
| ← 2013 |                                                                      |                                                                      |                                                                                   | → 2015 →                  |
| Zeitraum | Wo. ges.                                                             | Interpret                                                            | Titel Autor(en)                                                                   | Zusätzliche Informationen |
| (Zeitraum, Wochen auf Platz eins, Interpret, Titel, Autor[en], zusätzliche Informationen) |                                                                      |                                                                      |                                                                                   |                           |
| 26. Woche 1 Woche | 1                                                                    | Ivan Tásler & IMT Smile                                              | Cesty II. triedy                                                                  | –                         |
| 27.–30. Woche 4 Wochen | 4                                                                    | Calvin Harris                                                        | Summer Calvin Harris                                                              | –                         |
| 31.–32. Woche 2 Wochen (insgesamt 6) | 6                                                                    | Lilly Wood & the Prick and Robin Schulz                              | Prayer in C (Robin Schulz Remix) Nili Hadida, Benjamin Cotto                      | –                         |
| 33. Woche 1 Woche | 1                                                                    | Magic                                                                | Rude Nasri Atweh, Mark Pellizzer, Alex Tanas, Ben Spivak, Adam Messinger          | –                         |
| 34.–37. Woche 4 Wochen (insgesamt 6) | 6                                                                    | Lilly Wood & the Prick and Robin Schulz                              | Prayer in C (Robin Schulz Remix) Nili Hadida, Benjamin Cotto                      | –                         |
| 38.–43. Woche 6 Wochen (insgesamt 8) | 8                                                                    | Calvin Harris feat. John Newman                                      | Blame Calvin Harris, John Newman, James Newman                                    | –                         |
| 44. Woche 1 Woche | 1                                                                    | Taylor Swift                                                         | Shake It Off Max Martin, Johan Schuster, Taylor Swift                             | –                         |
| 45.–46. Woche 2 Wochen (insgesamt 8) | 8                                                                    | Calvin Harris feat. John Newman                                      | Blame Calvin Harris, John Newman, James Newman                                    | –                         |
| 47.–49. Woche 3 Wochen | 3                                                                    | David Guetta feat. Sam Martin                                        | Dangerous David Guetta, Giorgio Tuinfort, Sam Martin, Jason Evigan, Lindy Robbins | –                         |
| 50. Woche 2014 – 6. Woche 2015 9 Wochen | 9                                                                    | Hozier                                                               | Take Me to Church Andrew Hozier-Byrne                                             | –                         |